# Fabio Biondi
Fabio Biondi (* 15. března 1961, Palermo) je italský houslista, dirigent a zakladatel a umělecký vedoucí barokního souboru Europa Galante.

## Život
Koncertoval s řadou významných souborů staré hudby (La Capella Reial, Musica Antiqua Wien, Seminario Musicale, La Chapelle Royale a Les Musiciens du Louvre) a v roce 1989 založil soubor Europa Galante, který se specializuje na interpretaci barokní hudby.
Jeho nahrávky zahrnují díla mnoha autorů: Antonio Vivaldi, Arcangelo Corelli, Alessandro Scarlatti, Georg Friedrich Händel, Francesco Maria Veracini, Pietro Locatelli, Giuseppe Tartini, Franz Schubert, Robert Schumann a další.